# Way Down East (1935)
Way Down East is een Amerikaanse dramafilm uit 1935 onder regie van Henry King. De film werd destijds in Nederland uitgebracht onder de titel De vreemdelingen.

## Verhaal
Anna Moore wil gaan werken op de boerderij van de familie Bartlett. De zoon des huizes wordt verliefd op Anna, maar zijn vader wil dat hij trouwt met iemand anders. Anna wordt in dienst genomen, maar er doen al spoedig geruchten dat ze een duister verleden heeft.

## Rolverdeling
| Acteur            | Personage        |
| ----------------- | ---------------- |
| Rochelle Hudson   | Anna Moore       |
| Henry Fonda       | David Bartlett   |
| Slim Summerville  | Seth Holcomb     |
| Edward Trevor     | Lennox Sanderson |
| Margaret Hamilton | Martha Pekrins   |
| Russell Simpson   | Amasa Bartlett   |
| Andy Devine       | Hi Holler        |
| Spring Byington   | Louisa Bartlett  |
| Astrid Allwyn     | Kate             |
| Sara Haden        | Cordelia Peabody |
| William Benedict  | Amos             |
| Al Lydell         | Hank Woolwine    |
| Harry C. Bradley  | Mijnheer Peabody |
| Phil La Toska     | Abner            |
| Clem Bevans       | Doc Wiggin       |